# Wally O'Connor
James Wallace O'Connor (né le 25 août 1903 et décédé le 11 octobre 1950) est un poloïste et nageur américain. Lors des Jeux olympiques d'été de 1924 disputés à Paris il remporte deux médailles, l'une en or au relais 4 x 200 m nage libre en natation (en battant le record du monde) et l'autre en bronze au tournoi de water-polo. En 1932, il est une nouvelle fois médaillé de bronze en water-polo.

## Palmarès
- médaille d'or au relais 4 x 200 m nage libre de natation aux Jeux olympiques de Paris en 1924
- médaille de bronze en water-polo aux Jeux olympiques de Paris en 1924
- médaille de bronze en water-polo aux Jeux olympiques de Los Angeles en 1932